# Uhlenberg (Melle)
Uhlenberg ist ein Ortsteil der Stadt Melle im Landkreis Osnabrück in Niedersachsen. Der Ort bildete bis 1970 eine Gemeinde im damaligen Landkreis Melle und gehört heute zum Meller Stadtteil Wellingholzhausen.

## Geographie
Die Besiedlung von Uhlenberg besteht im Wesentlichen aus einem kleinen Weiler an der Uhlenberger Straße südlich von Gesmold. Die Else bildet die westliche Grenze des Ortsteils.

## Geschichte
Die Bauerschaft Uhlenberg gehörte bis zu den Napoleonischen Kriegen zum Amt Grönenberg des Hochstifts Osnabrück. Von 1807 bis 1810 gehörte Uhlenberg zum Kanton Melle des napoleonischen Satellitenstaats Königreich Westphalen. Von 1811 bis 1813 gehörte der Ort unmittelbar zu Frankreich und dort zur Mairie Wellingholzhausen im Arrondissement Osnabrück des Departements der Oberen Ems. 1814 kam Uhlenberg zum Königreich Hannover und bildete dort eine Gemeinde im Amt Grönenberg. 1867 fiel Uhlenberg mit dem gesamten Königreich Hannover an Preußen und seit 1885 gehörte die Gemeinde zum Landkreis Melle. Innerhalb des Landkreises Melle gehörte die Gemeinde zur Samtgemeinde Wellingholzhausen. Am 1. Januar 1970 wurde Uhlenberg in der ersten Phase der Gebietsreform in Niedersachsen in die Gemeinde Wellingholzhausen eingegliedert. Diese wiederum wurde am 1. Juli 1972 Teil der Stadt Melle.

## Einwohnerentwicklung
| Jahr | Einwohner | Quelle |
| ---- | --------- | ------ |
| 1845 | 198       | [ 2 ]  |
| 1871 | 136       | [ 3 ]  |
| 1910 | 122       | [ 4 ]  |
| 1939 | 112       | [ 5 ]  |
| 1950 | 183       | [ 6 ]  |
| 1961 | 113       | [ 6 ]  |

## Baudenkmale
In Uhlenberg sind ein Heuerhaus an der Uhlenberger Straße 50 sowie eine Scheune am Baumschulenweg 20 denkmalgeschützt.